# 藪野美生
藪野 美生（やぶの みう、1983年6月7日 - ）は、日本の元アーティスティックスイミング選手、企業家。デザイナー、写真家。
メディアデザイン学博士。慶應義塾大学メディアデザイン研究科にてデザイン美学の非常勤講師を勤める。株式会社Miu cosmetics前代表取締役社長。

## 人物・来歴
東京都出身。慶應義塾大学大学院卒。慶應義塾大学メディアデザイン研究科にてメディアデザイン学博士号を取得。
8歳の時にシンクロナイズドスイミング（当時）を始める。その後14年間シンクロを続け、引退後自身のプールの塩素による肌荒れの経験から、炭酸ガスを使用したコスメを扱うコスメ会社『ミウ・コスメティックス』を2006年に設立。以降同社の代表取締役社長として活動。2011年12月、M&Aで譲渡。現在の肩書きはMiu cosmetics Founder。またシンクロ歴20年を生かし、シンクロ審判資格も持っている。
女性ファッション誌「GLAMOROUS」（講談社）などのビューティ特集でのインタビューや、雑誌「JJ」（光文社）においてはファッション企画で4ページの特集を組まれる。
現在は、マスターズで再度シンクロ選手に復帰。2010年8月にスウェーデンで行われたワールドマスターズチャンピオンシップではソロで9位。
2011年7月より、産経新聞社「SANKEI EXPRESS」日曜日特別版 (Sankei Express on the first sunday) の編集長に就任。
2013年よりトリノの自動車デザイン会社に勤務。
2021年12月　一般人と結婚

## 出演

### Web
- 『モノをつくる。ひとがつくる。』ミウ・コスメティックス株式会社代表・藪野美生さん モッテコ書店 （2010年05月25日）

### 連載
- 『カフェ・ヴォルテールへようこそ』（幻冬舎「GINGER」2009年5月号 - ）

## 書籍
- DVD付 スロートレーニング・パーフェクトプログラム（講談社・2009年4月28日発売）
- DVD付 スロトレダイエット（講談社・2010年5月28日発売）
いずれも石井直方（東京大学大学院教授）との共著書籍。